# António de Oliveira Salazar
Antonio de Oliveira Salazar (Vimieiro, 28. travnja 1889. – Lisabon, 27.  srpnja 1970.), portugalski konzervativni političar i obnašatelj dužnosti premijera od 1932. do 1968. godine.

## Životopis
Rodio se u mjestu Vimiero, u središnjem Portugalu. Obitelj mu je bila siromašna, djece je bilo 11, ali on je bio jedini sin. Od 1900. do 1914. bio je u sjemeništu, razmišljajući da postane svećenik, ali se predomislio. Nikad se nije oženio. Nije imao neke velike političke ambicije, niti se previše zanimao za politiku, iako je obnašao neke političke dužnosti. Iz parlamenta je otišao nakon samo jedne sjednice. Izrazito je kritizirao nered u vladi rekavši da, dok god nije sređen društveni nered u vladi, on ne može kvalitetno obavljati svoj posao. Osnovao je Novu Državu, autoritarni desničarski režim koji je kontrolirao portugalski društveni, politički, i kulturni  život od 1933. do 1974. godine.
Salazarov režim nije bio tako krvav kao Francov, jer u Portugalu tada nije bila na snazi smrtna kazna i osjećalo se prisutnost katoličke ideologije. Svađao se s Francom.
Tijekom Španjolskog građanskog rata, službeno neopredijeljen, slao je pomoć nacionalistima u borbi protiv republikanaca. Jedno vrijeme je bio i na dužnosti predsjednika Portugala (1951.) Pomagao je Saveznike u II. svjetskom ratu.
Posebnost njegove vlasti je bila ta što se žestoko protivio dekolonizaciji, pa je Portugal zadržao svoje kolonije i nakon njegove smrti. Posljednji se portugalske vlasti oslobodio Mozambik 1974. godine.
Dugo se održao na vlasti, a povukao se tek 1968. i to nakon moždanog udara kojeg je pretrpio. Predsjednik Portugala ga je smijenio. Neki izvori govore da je Salazar sve do svoje smrti u 81. godini vjerovao da je još premijer Portugala. Umro je u Lisabonu, a pokopan je u rodnom mjestu. Veliko mnoštvo se okupilo na njegovom ispraćaju želeći mu odati počast.